# 卡涅利亚斯
卡涅利亚斯，是西班牙加泰罗尼亚巴塞罗那省的一个市镇。总面积14平方公里，总人口2158人（2001年），人口密度154人/平方公里。